# Třída Aigrette
Třída Aigrette byla třída ponorek francouzského námořnictva. Celkem byly postaveny dvě jednotky této třídy. Stavba dalších jedenácti byla zrušena. Francouzské námořnictvo ponorky provozovalo v letech 1905–1919.

## Stavba
Ponorky navrhl Maxime Laubeuf. Loděnice Arsenal de Toulon v Toulonu postavila dvě ponorky této třídy. Do služby byly přijaty roku 1905. Stavba dalších jedenácti byla zrušena v září 1902. Z nich šest mělo být postaveno v Toulonu a pět v loděnici Arsenal de Cherbourg v Cherbourgu.
Jednotky třídy Aigrette:
| Jméno          | Založení kýlu | Spuštěn            | Vstup do služby | Osud           |
| -------------- | ------------- | ------------------ | --------------- | -------------- |
| Aigrette (Q38) | 1903          | 23. ledna 1904     | 1905            | Vyřazena 1919. |
| Cigogne (Q39)  | 1903          | 11. listopadu 1904 | 1905            | Vyřazena 1919. |

## Konstrukce

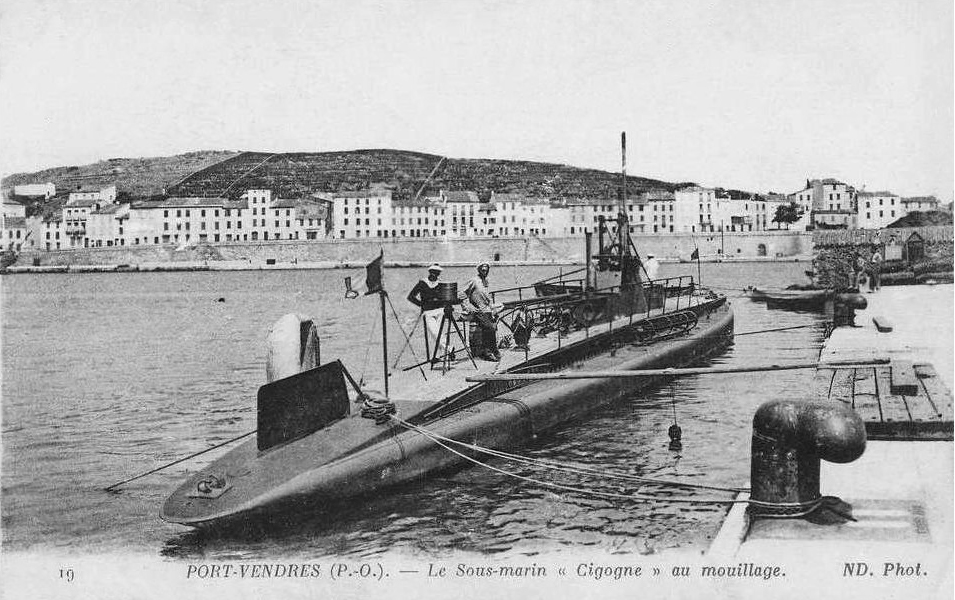
Cigogne (Q39)

Ponorky měly dvouplášťový trup. Vyzbrojeny byly čtyřmi 450mm torpédy, umístěnými externě, z toho dvě byla vypouštěna pomocí systému Drzewiecki. Pohonný systém tvořil jeden diesel o výkonu 150 hp a jeden elektromotor o výkonu 130 hp, pohánějící jeden lodní šroub. Nejvyšší rychlost dosahovala 9,3 uzlu na hladině a 6,2 uzlu pod hladinou. Dosah byl 1 300 námořních mil při rychlosti osm uzlů na hladině a 65 námořních mil při rychlosti 3,8 uzlu pod hladinou. Operační hloubka ponoru dosahovala třicet metrů.